# Max Bastelberger
Max Joseph Bastelberger, född den 19 mars 1851 i Würzburg, död den 1 januari 1916 i München, var en tysk entomolog specialiserad på mätare, där han beskrev 351 nya taxa. Han har fått arterna Alcis bastelbergeri, Entephria bastelbergeri, Dysphania bastelbergeri, Eupithecia bastelbergeri och Zamarada bastelbergeri uppkallade efter sig.
Auktorsnamnet Bastelberger kan användas för Max Bastelberger i samband med ett vetenskapligt namn inom zoologin; se Wikipedia-artiklar som länkar till auktorsnamnet.